# グレンデリウス
グレンデリウス（学名:Grendelius）は、上部ジュラ系キンメリッジアン階からチトニアン階にかけてイギリスとヨーロッパロシアで化石が産出している、オフタルモサウルス科プラティプテリギウス亜科に属する魚竜の属。ブラキプテリギウスのシノニムとされているが、独立した属とする説も存在する。

## 発見と分類の歴史
模式種である Grendelius mordax は、イングランドのキンメリッジ・クレイから発見された同じ個体の物と考えられる体骨格要素を有する完全な頭骨 CAMSM J.68516 に基づき1976年に記載された。種や属が独立していることの証拠には化石の差異が不十分だったため、後にブラキプテリギウスに再分類されることとなった。
ロシアの沿ヴォルガ連邦管区に位置するウリヤノフスクのジュラ紀後期チトニアン期にあたる Pseudoscythia Zone から産出した単一の模式標本に基づいて、Efimovは1998年に新たな魚竜 Otschevia pseudoscythica を記載した。後に Arkangelsky はロシアのサラトフに存在するチトニアン期の地層から Brachypterygius zhuravlevi を1998年の論文において記載し、Otschevia zhuravleviに再分類した.。Maisch と Matzke はロシアで発見された2種は互いにシノニムであると考え、B. pseudoscythica（B. pseudoscythius の誤植）としてブラキプテリギウス属に再分類した。こうしうてグレンデリウスと Otschevia はブラキプテリギウスのジュニアシノニムと考えられるようになった。
2001年にはロシアの上部ジュラ系の地層から Arkhangelsky が Otschevia alekseevi を命名し、McGowan と藻谷亮介は2003年の論文でこれらのロシアの種をブラキプテリギウスの有効な種である B. extremus のジュニアシノニムとして扱ったが、Maisch は2010年の論文でこれらの種を B. mordax とともに B. extremus とは別の種としている。
2015年に発表された Arkhangelsky と Stenshin の新たな論文では、グレンデリウスと Otschevia はブラキプテリギウスの模式種のシノニムではなく、プラティプテリギウス亜科においてブラキプテリギウスよりもプラティプテリギウスに近縁であるとされている。